# ام‌وی ویکتوریا (۱۹۵۹)
ام‌وی ویکتوریا (۱۹۵۹) (به انگلیسی: MV Victoria (1959)) یک کشتی است که طول آن ۷۹٫۶ متر (۲۶۱ فوت) می‌باشد. این کشتی در سال ۱۹۶۰ ساخته شد.